# Коррупция в Молдове
Коррупция является существенной проблемой Молдове. 
В 2023 году в Индексе восприятия коррупции международной организации Transparency International (см. Список стран по индексу восприятия коррупции) страна заняла 76-е место из 180 исследованных стран (далее идут Венгрия, Куба, Китай)); индекс постоянно улучшается на протяжении последних семи лет, так, в 2022 году она находилась на 91-й строчке. 
Барометр мировой коррупции показывает 57-е место в мире Молдовы (на 2013 годы) — 29 % населения давали взятки.
После распада СССР Молдова испытала серьёзные потрясения, вслед за которыми последовала серия стихийных бедствий и финансовый кризис 1998 года в России. Процесс перехода страны к рыночной экономике подхлестнул развитие контрабанды людей, а в стране прочно утвердилась коррупция, которая уже принимается во внимание даже Советом Европы.
Контрабанда и нелегальная контрабанда женщин (для целей проституции) являются распространёнными явлениям.
Ввиду того, что в стране на национальном уровне наблюдается острая нехватка средств на борьбу с этим явлением, широко распространены коррупционные связи между государственными чиновниками и организованной преступностью (см. организованная преступность в Молдавии), то значимое противодействие нелегальной торговле женщинами оказывается только неправительственными организациями.
Банковский скандал в Молдове 2014 года (когда из трёх молдавских банков исчез 1 млрд долл.): 
в июне 2012 года Антикоррупционной прокуратуре Молдовы было поручено расследовать причастность организаций, зарегистрированных в Республике Молдова, в схемах отмывания денег на региональном и международном уровне. 
В 2015 году были уволены многие должностные  лица, правительство Валерия Стрельца было отправлено в отставку. В ответ на аферу в 1 млрд долларов в стране имели место серия уличных демонстраций, пикетов и пр., в протестных акциях люди требовали осуждение коррумпированных олигархов и проведения досрочных выборов. Бывший премьер-министр Влад Филат, был в октябре арестованя по участию в банковских аферах и приговорён к девяти годам тюрьмы по обвинению в коррупции, с лишением государственных наград, также ему было запрещено занимать государственные должности в течение пяти лет.

Чтобы украсть миллиард долларов! … Вам нужно много мешков, чтобы переместить деньги вокруг … Я надеюсь, что имя лица, участвующие будут обнародованы. … Коррупция в Молдове это политическая болезнь, болезнь, которая стала системной и затрагивает все уровни власти … это подрывает страну изнутри».— Пятрас Ауштрявичюс, евродепутат
На предвыборном митинге будущего президента страны М. Санду 6 декабря 2020 года в центре Кишинёва, она заявила:

Дорогие сограждане, коррупция — это смертельная угроза для нас всех. Страна задыхается. Все те, кто зарабатывает на гражданах Молдовы, объединились. Мы хотим, чтобы Молдова уверенно шагнула в будущее, стала сильным государством, в котором воры получают по заслугам, а люди живут в мире и согласии.
Санду уверяла, что «готова избавить страну от коррупции», однако ей «мешают некоторые депутаты» («В этом письме мы обнаружили подписи сомнительных лиц, в отношении которых есть подозрения, что они выражали своё мнение несвободно. Среди них есть персоны, вовлеченные в кражу миллиарда из банков страны, депутаты, которые множество раз меняли партийную принадлежность, подозреваемые в коррупции и внешнем давлении»).
26 января 2021 года президент Санду открыла первое заседание Высшего совета безопасности страны словами:

Молдова — самая коррумпированная страна в регионе. Нигде не украли 12 % ВВП. Нигде больше нет такого отмывания денег, которое в несколько раз больше нашего ВВП.
«Коррупция в системе ставит под угрозу безопасность Молдовы и способствует иностранному вмешательству во внутренние дела республики, включая получение грязных денег от незаконной деятельности», — подчеркнула она уже в 2023 г.
В 2023 году принята Национальная программа по неподкупности и борьбе с коррупцией на 2024-2028 годы.
В стране имеется телефонная Национальная антикоррупционная линия 080055555, которая работает круглосуточно 7 дней в неделю, по которой граждан призывают уведомлять Национальный центр по борьбе с коррупцией (НЦБК) о случаях коррупции.